# Pierre Alexis Francis Bobœuf
Pierre Alexis Francis Bobœuf, né à Chauny (Aisne) le 6 septembre 1807 et mort à Saint-Denis le 26 septembre 1874, est un chimiste français.

## Biographie
Après 1830, Bobœuf entra comme surnuméraire dans les bureaux du ministère Guizot. Plus tard, nous le retrouvons au cabinet Casimir Perier, où de nombreux loisirs lui permettent de s’adonner entièrement à sa passion favorite, l’étude de la chimie.
C’est vers cette époque que, grâce à ses connaissances, il trouva d’abord des procédés jusqu’alors inconnus dans l’application des couleurs, et donna, par son activité, un développement très considérable à l’industrie des fleurs artificielles.
En 1835 Pierre Bobœuf dépose un brevet portant sur l’impression de la musique qu’il perfectionne l’année suivante en s’associant avec un certain Gail pour exploiter des « procédés lithographiques (…) tels qu’autographie musicale et autres ». Il s’installe rue Cadet et figure alors comme « imprimeur-lithographe » dans les annuaires commerciaux. Il reçoit en 1839 une médaille de bronze à l'Exposition agricole et industrielle pour « le bon marché pour l'impression de la musique » (J. Busson, « Les débuts de la lithographie en France », 3e partie, Le Vieux Papier, 352, 1999, p. 262).
En 1840, Pierre Bobœuf publie un premier « Jeu de cartes musical » avec, en bas de chaque carte, la mention « Jeu breveté, lith. en couleur de Bobœuf, rue Cadet, 23 ». Peu après, trois nouveaux jeux voient le jour que vante une affichette imprimée en chromolithographie visible au Musée de l’Imprimerie et de la Banque à Lyon (vitrine 118).
Après s’être lancé dans des opérations que la révolution de 1848 arrêta brusquement, Bobœuf, complètement ruiné, se remit à l’étude de la chimie, notamment à celle des huiles minérales.
Tous ses soins portèrent d’abord sur les propriétés de l’acide phénique, dont la longue préparation était fort coûteuse. Après de nombreux essais, Bobœuf trouva une solution, se fit breveter pour son procédé de préparation, qui donnait trente-six fois plus de produit, et qui consistait à traiter directement toutes les huiles par une solution concentrée de soude.
Le Phénol Bobœuf était découvert.
Bientôt il ne fut plus question que des propriétés vraiment merveilleuses de ce nouveau produit comme désinfectant énergique, antiputride, antiscorbutique, anti-épidémique et hémostatique, guérissant, prévenant ou détruisant la gangrène, le charbon, etc.
Plus tard, Bobœuf découvrit dans le phénol de nouvelles propriétés au point de vue de l’élevage du bétail, du typhus et autres maladies des animaux.
L’Académie des sciences, reconnaissant les services rendus à l’humanité par Bobœuf, lui décerna en 1861 le prix Montyon.